# Даан Френкель
Даан Френкель (нід. Daniël "Daan" Frenkel, народився 1948 року, Амстердам, Нідерланди) — нідерландський хімік та фізик, фахівець у галузі статистичної механіки, світовий лідер у галузі комп'ютерного моделювання молекулярних систем. Член Нідерландської королівської академії наук (1998), іноземний член Лондонського королівського товариства (2006), почесний міжнародний член Американської академії мистецтв і наук (2008), член Всесвітньої академії наук (2012), Європейської академії (2013), іноземний асоційований член Національної академії наук США (2016). Почесний член Триніті-коледжу Кембриджського університету (2016).

## Наукова біографія
У період з 1966 по 1972 роки Даан Френкель вивчав хімію в Амстердамському університеті, де отримав ступінь магістра фізичної хімії. У 1977 отримав звання доктора філософії у фізичній хімії захистивши дисертацію "Обертова релаксація лінійних молекул у важких благородних газах". З 1977 по 1980 працював дослідником у відділенні хімії та біохімії Каліфорнійського університету в Лос-Анджелесі. Згодом протягом року він займався розробкою нових методів розділення нафтопродуктів у Royal Dutch Shell. У період з 1981 по 1986 рік працював доцентом факультету фізики Утрехтського університету. У 1987 році здобув вчене звання професора Утрехтського університету, де працював до 2007 року в асоціації з Лабораторією колоїдних наук імені Вант-Гоффа. Також із 1987 по 2013 рік працював лідером науково-дослідної групи в Амстердамському інституті фундаментальних досліджень матерії у відділі атомної та молекулярної фізики. Із 1998 по 2013 рік займав посаду професора Амстердамського університету асоційовано з Інститутом молекулярних наук імені Вант-Гоффа. У 2007 році став 1968 професором теоретичної хімії Кембриджського університету. З 2011 по 2015 рік був деканом хімічного факультету Кембриджського університету. У 2016 році став почесним членом Триніті Коледжу Кембриджського університету.
Із 2010 року Даан Френкель є науковим редактором міжнародного рецензованого наукового видання The European Physical Journal E - Soft Matter and Biological Physics.

## Наукові інтереси
Даан Френкель використовує комп'ютерне моделювання для передбачення стабільності і швидкості утворення самозбірних структур та матеріалів, а також для вивчення процесів упорядкування в м'якій речовині. Такі дослідження є необхідними для синтезу нових матеріалів та розуміння фізичних властивостей вже існуючих самозбірних структур. Основними аспектами наукової роботи Даана Френкеля є розробка нових алгоритмів Монте Карло для передбачення термодинамічної стабільності комплексних структур, передбачення швидкостей утворення нових структур із метастабільної початкової фази методами молекулярної динаміки та визначення кількісних характеристик невпорядкованості у гранулярних укладках. Його дослідження мають застосування у вивченні процесів впорядкування рідкокристалічних фаз, нуклеації кристалів, дослідженні складної самозбірки та колоїдів функціоналізованих ДНК.
Міжнародного визнання зазнав його вклад у дослідження ентропійних фазових переходів, природи рідкокристалічних фазових переходів, замерзання, скляних переходів, нуклеації та у розроблення нових методик у галузі комп'ютерного моделювання, включаючи визначення вільної енергії твердих фаз та дослідження ланцюгових молекул.
Наукові інтереси Даана Френкеля охоплюють і біомолекулярні дослідження. Основними темами його роботи у цій галузі є моделювання рідкісних подій, агрегація і нуклеація ДНК, кривина біологічних мембран та форетичні ефекти.
Даан Френкель опублікував понад 450 наукових статей, які було процитовано більш ніж 35 000 разів. Теперішній h-індекс Даана Френкеля становить 88.

## Книга "Understanding Molecular Simulation: From Algorithms to Applications"
У співавторстві з Берендом Смітом Даан Френкель написав книгу "Принципи комп'ютерного моделювання молекулярних систем" (видавництво Academic Press, 664 сторінки, 1996 рік). У книзі детально розглянуто алгоритми моделювання молекулярних систем, а також подано їх теоретичне обґрунтування із точки зору сучасної фізики, наведені приклади застосування молекулярного моделювання у вирішенні різних фізичних задач. Друге, доповнене та розширене, видання цієї книги побачило світ у 2001 році.
Книгу перекладено на китайську та російську мови.

## Нагороди та членства
Активна дослідницька діяльність Даана Френкеля результувала у численні нагороди та членство у багатьох наукових організаціях. У 2000 році Даан Френкель став лауреатом премії Спінози - найвищої наукової нагороди в Нідерландах. Із 2006 року є іноземним членом Лондонського королівського товариства. Ця наукова організація неодноразово відзначала дослідження Даана Френкеля, а саме, у 1999 році він отримав медаль Бурка, у 2007 став лауреатом премії Вольфсона, у 2010 році отримав нагороду Лондонського королівського товариства у галузі фізики м'якої речовини та біофізичної хімії, а у 2012 він був відзначений меморіальною премією Спірса.
У 2016 році Даан Френкель був нагороджений медаллю Больцмана IUPAP. Його номінація була такою: "Він [Френкель] без сумніву є найкреативнішим та найрізноманітнішим `симулятором` у галузі фізики м'якої речовини та самозбірки складних макромолекул серед науковців його покоління".
Інші нагороди та відзнаки:
- Студентська нагорода Unilever у галузі хімії (1969)
- Відвідуючий лектор Левенського католицького університету (1984)
- Лекція та приз Physica Нідерландського фізичного товариства (1997)
- Лекція Леннард-Джонса Лондонського королівського товариства (1997)
- Член Нідерландської королівської академії наук (1998)
- Почесний лектор Каліфорнійського університету в Лос-Анджелесі (1998)
- Лекція та медаль Бурка, Лондонське королівське товариство (1999)
- Лекція Елі Бурштайна в галузі матеріалознавства, Пенсильванський університет (1999)
- Почесний лектор інституту Джеймса Франка, Чиказький університет (1999)
- Премія Спінози, Нідерландська організація наукових досліджень (2000)
- Перший почесний лектор Каліфорнійського університету в Лос-Анджелесі в галузі інженерії (2002)
- Член Голландського королівського товариства природничих та гуманітарних наук (2002)
- Іменний (Rothschild Professor) професор Кембриджського університету (2004)
- Почесний професор Пекінського університету хімічних технологій (2005)
- Іноземний член Лондонського королівського товариства (2006)
- Меморіальна лекція Уола, Делаверський університет (2006)
- Меморіальна лекція Ківелсона, Каліфорнійський університет у Лос-Анджелесі (2006)
- 1968 професор хімії Кембриджського університету (2007)
- Премія Берні Альдера CECAM, Європейське фізичне товариство (2007)
- Премія Вольфсона, Лондонське королівське товариство (2007)
- Почесний професор Единбурзького університету (2007)
- Премія Анесура Рамана у галузі обчислювальної фізики Американського фізичного товариства (2007)
- Лекція Лафліна, Корнелльський університет (2007)
- Почесний міжнародний член Американської академії мистецтв і наук (2008)
- Грант ERC Advanced, Європейська дослідницька рада (2008)
- Член Королівського хімічного товариства (2010)
- Нагорода Лондонського королівського товариства у галузі фізики м'якої речовини та біофізичної хімії (2010)
- Лекція Пітцера, Університет Каліфорнії (Берклі) (2010)
- Меморіальна лекція Фріца Лондона, Дюкський університет (2011)
- Меморіальна лекція Роберта Маллікена, Чиказький університет (2011)
- Премія Джозефа Гіршфельдера, Університет Вісконсин-Медісон (2011)
- Звання "Concurrent Professor" Нанкінського університету (2011)
- Член Всесвітньої академії наук (2012)
- Меморіальна премія Спірса, Лондонське королівське товариство (2012)
- Лекція Роберта Скотта, Каліфорнійський університет у Лос-Анджелесі (2012)
- Гіншельвудські лекції, Оксфордський університет (2013)
- Член Європейської академії (2013)
- Медаль Бакхойса Розебома Нідерландської королівської академії наук (2015)
- Іноземний асоційований член Національної академії наук США (2016)
- Лекція сера Еріка Ріделя Королівського хімічного товариства (2016)
- Медаль Больцмана, IUPAP (2016)
- Почесний член Триніті-коледжу Кембриджського університету (2016)
- Когенівська лекція, Північно-Західний університет, Еванстон, Іллінойс (2017)
- Лекція ICTS-Infosys Чандрасекар, Бенгалуру (2018)
- Лекція пам'яті Чандрасекара Венката Рамана, Бенгалуру (2018)
- Нагорода президентської міжнародної членської ініціативи Китайської академії наук (2018)
- Медаль Лорентца (2022)
- Медаль Сема Едвардса у галузі фізики м'якої матерії (2022).

## Астероїд 12651 Френкель
В 2018 році Центр малих планет Міжнародного астрономічного союзу назвав астероїд 12651 Frenkel на честь цього вченого.
12651 Френкель є астероїдом Головного поясу, який був відкритий 16 жовтня 1977 року астрономами Корнелісом Йоганнесом ван Гаутеном, Інгрід ван Гаутен-Ґреневельд та Томом Герельсом із  Паломарської обсерваторії під час третього Паломар-лейденського огляду слабких малих планет.
Тіссеранів параметр щодо Юпітера - 3,2.
Діаметр астероїда - 6,1 км.

## Вибрані публікації
1. D. Frenkel, "New Monte Carlo method to compute the free energy of arbitrary solids. Application to the fcc and hcp phases of hard spheres" The Journal of Chemical Physics, 81, 3188 (1984).
2. R. Eppenga, D. Frenkel, "Monte Carlo study of the isotropic and nematic phases of infinitely thin hard platelets" Molecular Physics: An International Journal at the Interface Between Chemistry and Physics, 52, 6, 1303-1334 (1984).
3. D. Frenkel, "Onsager's spherocylinders revisited" Journal of Physical Chemistry, 91, 19, 4912-4916 (1987).
4. J. I. Siepmann, D. Frenkel, "Configurational bias Monte Carlo: a new sampling scheme for flexible chains" Molecular Physics: An International Journal at the Interface Between Chemistry and Physics, 75, 1, 59-70 (1992).
5. M. H. J. Hagen, D. Frenkel, "Determination of phase diagrams for the hard‐core attractive Yukawa system" The Journal of Chemical Physics, 101, 4093 (1994).
6. A. Alavi, M. Parrinello, D. Frenkel, "Ab initio calculation of the sound velocity of dense hydrogen: implications for models of Jupiter" Science, 269, 5228, 1252-1254 (1995).
7. P. R. ten Wolde, M. J. Ruiz-Montero, D. Frenkel, "Numerical calculation of the rate of crystal nucleation in a Lennard‐Jones system at moderate undercooling" The Journal of Chemical Physics, 104, 9932 (1996).
8. P. R. ten Wolde, D. Frenkel, "Enhancement of Protein Crystal Nucleation by Critical Density Fluctuations" Science, 277, 5334, 1975-1978 (1997).
9. M. A. Bates, D. Frenkel, "Phase behavior of two-dimensional hard rod fluids" The Journal of Chemical Physics, 112, 22, 10034-10041 (2000).
10. S. Auer, D. Frenkel, "Prediction of absolute crystal-nucleation rate in hard-sphere colloids" Nature, 409, 1020–1023 (2001).
11. S. Auer, D. Frenkel, "Suppression of crystal nucleation in polydisperse colloids due to increase of the surface free energy" Nature, 413, 6857, 711 (2001).
12. D. Frenkel, "Playing Tricks with Designer `Atoms`" Science, 296, 5565, 65-66 (2002).
13. W. Hu, D. Frenkel, V. B. F. Mathot, "Simulation of shish-kebab crystallite induced by a single prealigned macromolecule" Macromolecules, 35, 19, 7172-7174 (2002).
14. D. Frenkel, "Physical chemistry: Seeds of phase change" Nature, 443, 641-641 (2006).
15. D. Frenkel, "Colloidal crystals: Plenty of room at the top" Nature Materials, 5, 85-86 (2006).
16. D. Frenkel, "Colloidal Encounters: A Matter of Attraction" Science, 314, 5800, 768-769 (2006).
17. J. A. van Meel, A. Arnold, D. Frenkel, S. F. Portegies Zwart, R. G. Belleman, "Harvesting graphics power for MD simulations" Molecular Simulation, 34, 3, 259-266 (2008).
18. D. Frenkel, "Random organisation: Ordered chaos" Nature Physics, 4, 345-346 (2008).
19. D. Frenkel, "Materials science: Soft particles feel the squeeze" Nature, 460, 465-466 (2009).
20. D. Frenkel, D. J. Wales, "Colloidal self-assembly: Designed to yield" Nature Materials, 10, 410-411 (2011).
21. S. Angioletti-Uberti, B. M. Mognetti, D. Frenkel, "Re-entrant melting as a design principle for DNA-coated colloids" Nature Materials, 11, 518–522 (2012).
22. D. Frenkel, "Order through entropy" Nature Materials,14, 9-12 (2014).
23. D. Frenkel, P. B. Warren, "Gibbs, Boltzmann, and negative temperatures" American Journal of Physics, 83, 163 (2015).
24. N. W. Schmidt, F. Jin, R. Lande, T. Curk, W. Xian, C. Lee, L. Frasca, D. Frenkel, J. Dobnikar, M. Gilliet, G. C. L. Wong, "Liquid-crystalline ordering of antimicrobial peptide–DNA complexes controls TLR9 activation" Nature Materials, 14, 696-700 (2015).
25. A. Šarić, A. K. Buell, G. Meisl, T. C. T. Michaels, C. M. Dobson, S. Linse, T. P. J. Knowles, D. Frenkel, "Physical determinants of the self-replication of protein fibrils" Nature Physics, 12, 874-880 (2016).
26. D. Frenkel, "Hot Nanoparticles in Polar or Paramagnetic Liquids Interact as Monopoles" Journal of Physical Chemistry B, 120, 26, 5987-5989 (2016).
27. S. Martiniani, K. J. Schrenk, K. Ramola, B. Chakraborty, D. Frenkel, "Numerical test of the Edwards conjecture shows that all packings are equally probable at jamming" Nature Physics, 13, 848-851 (2017).
28. MI. Oh, A. Malevanets, M. Paliy, D. Frenkel, S. Consta, "When droplets become stars: charged dielectric droplets beyond the Rayleigh limit" Soft Matter, 13, 8781-8795 (2017).
29. J. Burelbach, D. Frenkel, I. Pagonabarraga, E. Eiser, "A unified description of colloidal thermophoresis" The European Physical Journal E 41, 1, 7 (2018).
30. A. Cumberworth, A. Reinhardt, D. Frenkel, "Lattice models and Monte Carlo methods for simulating DNA origami self-assembly" Journal of Chemical Physics, 149, 234905 (2018).